# Lista odcinków serialu Rosewood
Poniżej znajduje się lista odcinków serialu telewizyjnego Rosewood – emitowanego przez amerykańską stację telewizyjną FOX od 23 września 2015 roku do 28 kwietnia 2017. Powstały dwie serię, które składają się z 44 odcinków. W Polsce był emitowany od 15 marca 2016 roku do 30 maja 2017 roku przez Fox Polska.
| Seria | Seria | Odcinki | Oryginalna emisja | Oryginalna emisja | Oryginalna emisja | Oryginalna emisja | Oryginalna emisja |
| Seria | Seria | Odcinki | Premiera serii    | Finał serii       | Premiera serii    | Finał serii       |                   |
| ----- | ----- | ------- | ----------------- | ----------------- | ----------------- | ----------------- | ----------------- |
|       | 1     | 22      | 23 września 2015  | 25 maja 2016      | 15 marca 2016     | 24 maja 2016      |                   |
|       | 2     | 22      | 22 września 2016  | 28 kwietnia 2017  | 29 listopada 2016 | 30 maja 2017      |                   |

## Sezon 1 (2015-2016)
| Nr | #  | Tytuł                                                                              | Reżyseria          | Scenariusz                                      | Premiera FOX         | Premiera Fox Polska |
| -- | -- | ---------------------------------------------------------------------------------- | ------------------ | ----------------------------------------------- | -------------------- | ------------------- |
| 1  | 1  | 'Rosewood i Villa ' Pilot                                                          | Richard Shepard    | Todd Harthan                                    | 23 września 2015     | 15 marca 2016       |
| 2  | 2  | 'Wierność i świetliki ' Fireflies and Fidelity                                     | Timothy Busfield   | Todd Harthan                                    | 30 września 2015     | 15 marca 2016       |
| 3  | 3  | 'Biedacy i krwiaki ' Have-Nots & Hematomas                                         | Milan Cheylov      | Andy Berman                                     | 7 października 2015  | 22 marca 2016       |
| 4  | 4  | 'Wandale i witaminy ' Vandals & Vitamins                                           | Eriq La Salle      | Eli Attie, John Sotos                           | 14 października 2015 | 22 marca 2016       |
| 5  | 5  | 'Martwica i nowe początki' Necrosis and New Beginnings                             | Eric Laneuville    | Nkechi Carroll                                  | 21 października 2015 | 29 marca 2016       |
| 6  | 6  | 'Polityka i kucyki ' Policies and Ponies                                           | Michael Zinberg    | Evan Bleiweiss                                  | 4 listopada 2015     | 29 marca 2016       |
| 7  | 7  | 'Tetraplegia i niezmarnowany czas ' Quadriplegia and Quality Time                  | Terrence O'Hara    | Marqui Jackson                                  | 11 listopada 2015    | 5 kwietnia 2016     |
| 8  | 8  | 'Krwawe polowanie i rytmy ' Bloodhunt and Beats                                    | James Roday        | Andy Berman, Jameal Turner                      | 18 listopada 2015    | 5 kwietnia 2016     |
| 9  | 9  | 'Fashioniści i zapalenie powięzi ' Fashionistas and Fasciitiss                     | Milan Cheylov      | Lisa Morales                                    | 25 listopada 2015    | 12 kwietnia 2016    |
| 10 | 10 | 'Zarośnięcie aorty i instalacje artystyczne ' Aortic Atresia and Art Installations | Millicent Shelton  | Todd Harthan, Evan Bleiweiss                    | 2 grudnia 2015       | 12 kwietnia 2016    |
| 11 | 11 | ' Paralitycy i priorytety ' Paralytics and Priorities                              | Milan Cheylov      | Diana Mendez                                    | 2 marca 2016         | 19 kwietnia 2016    |
| 12 | 12 | 'Negatywne autopsje i nowi partnerzy ' Negative Autopsies & New Partners           | Sarah Pia Anderson | Marqui Jackson                                  | 9 marca 2016         | 19 kwietnia 2016    |
| 13 | 13 | 'Balistyka i przyjaciele na wieki ' Ballistics & BFFs                              | Vahan Moosekian    | D. Harrington Miller                            | 16 marca 2016        | 26 kwietnia 2016    |
| 14 | 14 | 'Wodogłowie i mocne pukanie ' Hydrocephalus & Hard Knocks                          | James Roday        | Nkechi Okoro Carroll                            | 23 marca 2016        | 26 kwietnia 2016    |
| 15 | 15 | 'Miażdzyca i przekręt z Alabamy' Atherosclerosis and the Alabama Flim-Flam         | David Crabtree     | Andy Berman, Evan Bleiweiss                     | 30 marca 2016        | 3 maja 2016         |
| 16 | 16 | 'Padanie trupem i wyswobodzenie' Dead Drops & Disentanglement                      | David Solomon      | Jameal Turner                                   | 13 kwietnia 2016     | 3 maja 2016         |
| 17 | 17 | 'Jedwabniki i cisza' Silkworms y Silencio                                          | Roxann Dawson      | Todd Harthan, Jake Zebede                       | 20 kwietnia 2016     | 10 maja 2016        |
| 18 | 18 | ' Klatka piersiowa, zakrzepica i trójkąty miłosne' Thorax, Thrombosis & Threesomes | Ian Toynton        | Marc Halsey                                     | 27 kwietnia 2016     | 10 maja 2016        |
| 19 | 19 | 'Nagła śmierć i głębokie odcienie' Sudden Death & Shades Deep                      | David Straiton     | Marqui Jackson, D. Harrington Miller, Eli Attie | 4 maja 2016          | 17 maja 2016        |
| 20 | 20 | 'Keratyna i całuśna twarz' Keratin & Kissyface                                     | James Roday        | Evan Bleiweiss, Diana Mendez                    | 11 maja 2016         | 17 maja 2016        |
| 21 | 21 | 'Wooberite i kobiety Rosewooda' Wooberite & The Women of Rosewood                  | Eric Laneuville    | Andy Berman                                     | 18 maja 2016         | 24 maja 2016        |
| 22 | 22 | 'Odznaki i szokujące informacje' Badges & Bombshells                               | Milan Cheylov      | Todd Harthan, Marc Halsey                       | 25 maja 2016         | 24 maja 2016        |

## Sezon 2 (2016-2017)
| Nr | #  | Tytuł                                                                | Reżyseria            | Scenariusz                                  | Premiera FOX         | Premiera Fox Polska |
| -- | -- | -------------------------------------------------------------------- | -------------------- | ------------------------------------------- | -------------------- | ------------------- |
| 23 | 1  | ' Ruch do przodu i życie bractwa' Forward Motion and Frat Life       | Deran Serafian       | Todd Harthan                                | 22 września 2016     | 29 listopada 2016   |
| 24 | 2  | 'Sekrety i cisi zabójcy' Secrets and Silent Killers                  | Deran Sarafian       | Nkechi Okoro                                | 29 września 2016     | 6 grudnia 2016      |
| 25 | 3  | 'Eddie i Nowy Jork' Eddie and the Empire State of Mind               | Eric Laneuville      | Andy Berman                                 | 6 października 2016  | 13 grudnia 2016     |
| 26 | 4  | 'Autopsja łodzi i łup' Boatopsy & Booty                              | Cherie Nowlan        | Marc Halsey                                 | 13 października 2016 | 20 grudnia 2016     |
| 27 | 5  | 'Krętki i santeria' Spirochete and Santeria                          | Michael Zinberg      | Evan Bleiweiss                              | 27 października 2016 | 27 grudnia 2016     |
| 28 | 6  | 'Trujące drzewo i trzy opowiadania' Tree Toxin and Three Stories     | Kenneth Fink         | Marqui Jackson, D. Harrington Miller        | 3 listopada 2016     | 3 stycznia 2017     |
| 29 | 7  | 'Lidokaina i długotrwałe pożądanie' Lidocaine and Long-Term Lust     | Kenneth Fink         | Marqui Jackson, D. Harrington Miller        | 10 listopada 2016    | 10 stycznia 2017    |
| 30 | 8  | 'Prozopagnozja i papugoryba' Prosopagnosia and Parrot Fish           | David Rodriguez      | Jameal Turner                               | 17 listopada 2016    | 17 stycznia 2017    |
| 31 | 9  | 'Pół życia i noce w Hawanie' Half-Life & Havana Nights               | Oz Scott             | Diana Mendez                                | 1 grudnia 2016       | 24 stycznia 2017    |
| 32 | 10 | 'Bakteria i bracia Panitch' Bacterium & the Brothers Panitch         | James Roday          | Andy Berman, Evan Bleiweiss                 | 6 stycznia 2017      | 31 stycznia 2017    |
| 33 | 11 | 'Mumie i krachy' Mummies & Meltdowns                                 | Deran Sarafian       | Todd Harthan, Nkechi Okoro                  | 13 stycznia 2017     | 25 kwietnia 2017    |
| 34 | 12 | 'Uduszenie i asy' Asphyxiation and Aces                              | Vahan Moosekian      | Marc Halsey                                 | 20 stycznia 2017     | 25 kwietnia 2017    |
| 35 | 13 | 'Rozdymka i osobista historia' Puffer Fish & Personal History        | James Roday          | Marqui Jackson                              | 27 stycznia 2017     | 2 maja 2017         |
| 36 | 14 | 'Istota biała i drogi powrotne' White Matter and the Ways Back       | Eric Laneuville      | D. Harrington Miller                        | 3 lutego 2017        | 2 maja 2017         |
| 37 | 15 | 'Uraz obojczyka i zamknięcie' Clavicle Trauma & Closure              | Kelli Williams       | Melissa Scrivner-Love                       | 10 lutego 2017       | 9 maja 2017         |
| 38 | 16 | 'Benzodiazepina i studolarówki' Benzodiazepine & the Benjamins       | Millicent Shelton    | Evan Bleiweiss, Jake Zebede                 | 17 lutego 2017       | 9 maja 2017         |
| 39 | 17 | 'Promieniowanie i twarde lądowania' Radiation & Rough Landings       | Hanelle M. Culpepper | Marc Halsey, Diana Mendez                   | 24 lutego 2017       | 16 maja 2017        |
| 40 | 18 | 'Bajki i ukryta prawda' Fairy Tales & Frozen Truths                  | Ian Toynton          | Megan McNamara                              | 31 marca 2017        | 16 maja 2017        |
| 41 | 19 | 'Neglerioza i straż obywatelska' Naegleria & Neighborhood Watch      | Gregg Simon          | Marqui Jackson, Jameal Turner               | 7 kwietnia 2017      | 23 maja 2017        |
| 42 | 20 | 'Plujki i wiejskie drogi' Calliphoridae & Country Roads              | David Crabtree       | Melissa Scrivner Love, D. Harrington Miller | 14 kwietnia 2017     | 23 maja 2017        |
| 43 | 21 | 'Amparo i amerykański sen' Amparo & The American Dream               | Vahan Moosekian      | Andy Berman, Michael Notarlie               | 21 kwietnia 2017     | 30 maja 2017        |
| 44 | 22 | 'Piekielny upał i braterska miłość' Blistering Heat & Brotherly Love | Deran Sarafian       | Todd Harthan                                | 28 kwietnia 2017     | 30 maja 2017        |